# Jezero El Mirage
Jezero El Mirage (anglicky El Mirage Lake, také El Mirage Dry Lake) je vyschlé dno jezera v severozápadním údolí Victor Valley v centrální části Mohavské pouště v okrese San Bernardino v Kalifornii.
Jezero se nachází asi 14 km na severozápadzápad od města Adelanto a 16 km na sever od státní dálnice 18 (California State Route 18; SR 18) v okrese San Bernardino County ve státě Kalifornie.
Jedná se o vyschlé jezero v nadmořské výšce 870 m a přibližné délce 9,7 km.

## Rekreační oblast El Mirage pro terénní vozidla

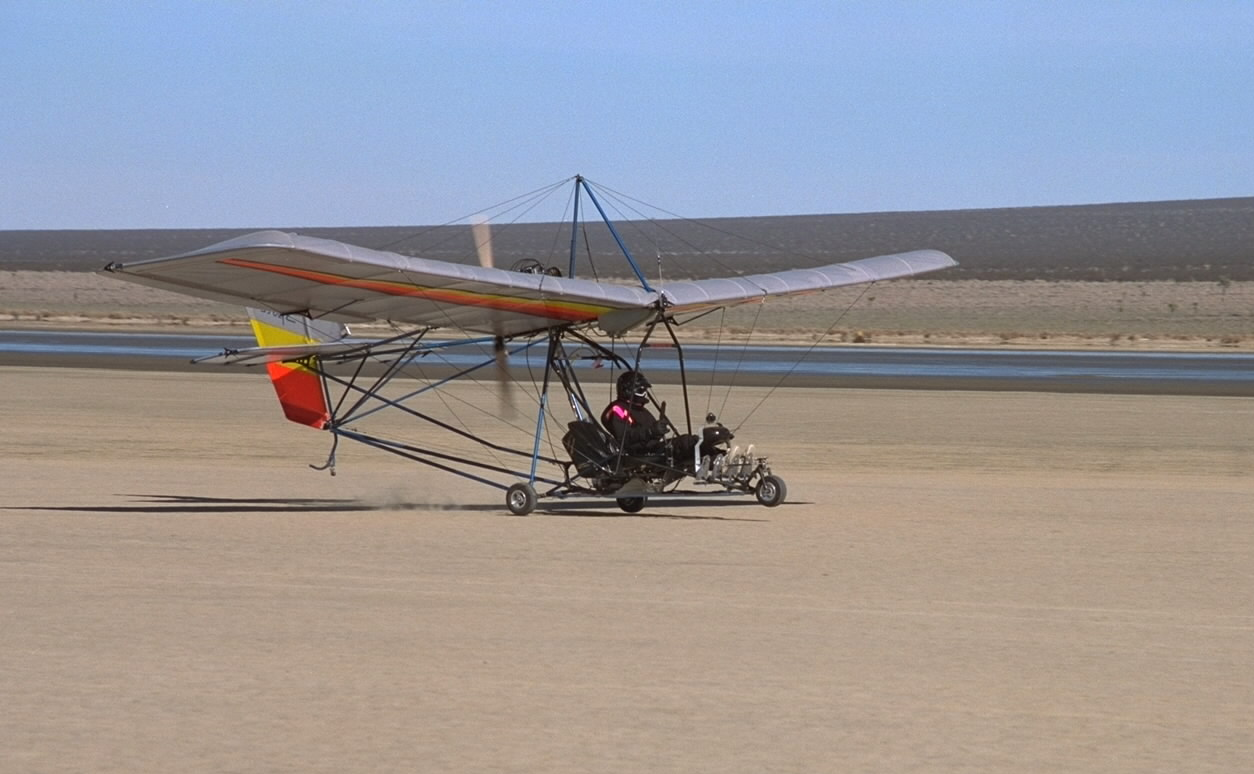
Ultralehký letoun na vyprahlém jezeře El Mirage Dry Lake

V minulosti byla oblast přístupná všem návštěvníkům a stala se oblíbeným místem pro řadu aktivit, od provozu vírníků a ultralehkých letadel až po automobilové závody.
Úřad pro správu půdy (Bureau of Land Management; BLM) jezero a některé okolní oblasti ohradil plotem a vybírá poplatky za vstup do oblasti, která je dnes známá jako El Mirage Off-Highway Vehicle (OHV) Recreation Area (rekreační oblast El Mirage pro terénní vozidla).
Oblast je také oblíbeným místem pro natáčení automobilových reklam.
Povolení pro vstup do rekreační oblasti lze zakoupit na místě, u místních prodejců a online. Roční povolení stojí 90 dolarů, týdenní 30 dolarů a jednodenní 15 dolarů.
Na dně vyschlého jezera mohou také stále přistávat soukromá letadla.
Již 50 let je dno jezera využíváno jihokalifornskou asociací Southern California Timing Association (SCTA) pro rychlostní závody. Rychlostní závody pořádá klub také na solných pláních Bonneville (Bonneville Speedway) ve státě Utah.

## Podnebí
Ve vyschlém jezerním dně El Mirage panuje pouštní klima s horkými léty a chladnými zimami.
Z důvodu vyprahlosti jezera a vysoké nadmořské výšce jsou denní rozdíly teplot značné. Přestože letní dny mohou být velmi horké, noci jsou chladné.
V zimních měsících na dno jezera občas napadne sníh, obvykle ale do 24 hodin roztaje.